# Mary Agnes Magevney
Mary Agnes Magevney (Memphis, 1841 - Galveston, 1891) fue una religiosa católica estadounidense, fue miembro de la Congregación Dominica de Santa María de Ohio y luego fundadora de la Congregación Dominica del Sagrado Corazón para la educación de la juventud femenina en la diócesis de Galveston.

## Biografía
Mary Agnes Magevney nació en Memphis, en el estado de Tennessee (Estados Unidos), en 1841, hija de inmigrantes irlandeses. La casa de la familia Magevney era el centro del culto católico de Memphis y sus alrededores. Allí se celebraban todos los sacramentos, excepto la confirmación y las órdenes sagradas. Mary realizó sus primeros estudios en la Academia St. Mary's en Somerset (Ohio). El 16 de junio de 1863 ingresó a la Congregación Dominica de Santa María de Ohio. En 1882, Nicholas Aloysius Gallagher, obispo de Galveston, pidió a Magevney un grupo de religiosas para la educación de las jóvenes católicas en Texas. Ella misma, junto a otras diecinueve religiosas de Ohio llegaron a Texas, donde fundaron un convento y una escuela en Galveston. En octubre de ese mismo año dio inicio a la Sacred Heart Academy (Academia del Sagrado Corazón).
La casa de Galveston nació inmediatamente independiente de la casa madre de Ohio, por lo que se constituyó en un nuevo instituto religioso con el nombre de Congregación Dominica del Sagrado Corazón, con la aprobación del obispo de Galveston. La fundadora murió en 1891 en la comunidad de Galveston.